# Глейзеров Євген Еммануїлович
Євген Еммануїлович Глейзеров (рос. Евгений Эммануилович Глейзеров; нар. 20 березня 1963, Брянськ) – російський шахіст, гросмейстер від 1993 року.

## Шахова кар'єра
У 1980-х роках кілька разів брав участь у відбіркових турнірах чемпіонатів СРСР. Найкращий результат у цих змаганнях показав 1987 року в Курську, поділивши в півфіналі 5-6-те місце. У міжнародних турнірах почав брати участь наприкінці 1980-х років. Досягнув низки успіхів, перемігши або поділивши 1-ші місця, зокрема, в таких містах, як: Варшава (1991), Пардубице (1992), Воскресенськ (1993), Челябінськ (1993), Дрезден (1994), Мінськ (1996), Леуварден (1997), Гетеборг (1997), Любляна (2000), Малага (2000), Мондаріс (2000), Бидгощ (2000), Барлінек (2001, меморіал Емануїла Ласкера), Абу-Дабі (2002), Стокгольм (2004/05, турнір Кубок Рілтона), Кіш (2005), Тегеран (2005, 2006), Ясси (2007) і Мешхед (2011).
У першій половині 1990-х років брав участь у клубних чемпіонатах Польщі, представляючи "Miedź" Лігниця. 1992 року здобув у Ревалі золоту, а в 1993 році у Любневіце – бронзову медалі.
Найвищий рейтинг Ело в кар'єрі мав станом на 1 травня 2011 року, досягнувши 2600 очок займав тоді 42-ге місце серед російських шахістів.